# Radamel Falcao
Radamel Falcao García Zárate (Santa Marta, 10 de fevereiro de 1986) (Embaixador(a) da boa vontade da UNODC), é um futebolista colombiano que atua como centroavante. Atualmente está sem clube.

## Clubes

### Início
Com sete anos de idade, Falcao foi jogar no Millonarios com o sonho de jogar na Europa. Ele ficou 5 anos como jogador do clube colombiano e partiu para o River Plate, onde jogou no sub-20 do clube até aos dezenove anos e onde viria se tornar profissional.

### River Plate
Aos dezenove anos, Falcao Garcia tornou-se profissional no River Plate. Os torcedores do clube argentino deram a alcunha de El Tigre a Falcao pela rapidez, agilidade e habilidade do atacante. Sua estreia profissional no Campeonato Argentino ocorreu em 29 de maio de 2005, na 15ª rodada do Torneio Clausura de 2005, em uma partida em que sua equipe foi derrotada por 1-2 contra o Gimnasia y Esgrima. Ele conseguiu marcar seu primeiro gol pelo River em 2 de outubro de 2005, contra o Independiente, em uma partida que terminou 3 a 1 a favor do River Plate, pelo Torneio Apertura de 2005.

### Porto

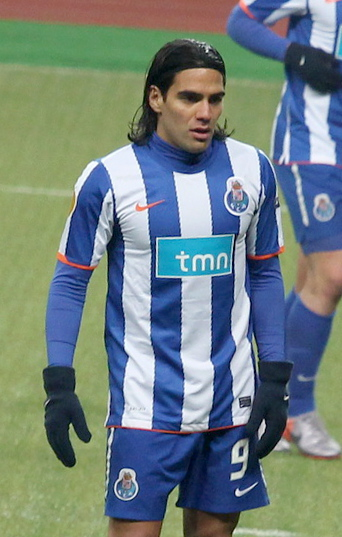
Falcao pelo Porto m 2011.

No dia 8 de julho de 2009, Falcao assinou um contrato com o Porto por cinco temporadas. No dia 28 de abril de 2011, marcou quatro gols contra o Villarreal, numa espantosa virada do Porto na Liga Europa (vitória dos Dragões por 5 a 1, após 1 a 0 no intervalo), tornando-se, assim, no maior artilheiro do Porto nas competições Europeias, com vinte gols.
Estabeleceu um novo recorde de 17 gols em 14 partidas durante a campanha da Liga Europa de 2010–11 (fase de "play-off" excluída), superando o recorde anterior de Jürgen Klinsmann.
Foi o artilheiro da Liga Europa de 2011–12, contabilizando dezoito gols no total.

### Atlético de Madrid

#### 2011–12
Depois de muitas especulações, o Porto decidiu o futuro de Falcao: o clube anunciou no dia 18 de agosto de 2011 que aceitou a proposta do Atlético de Madrid pelo colombiano.

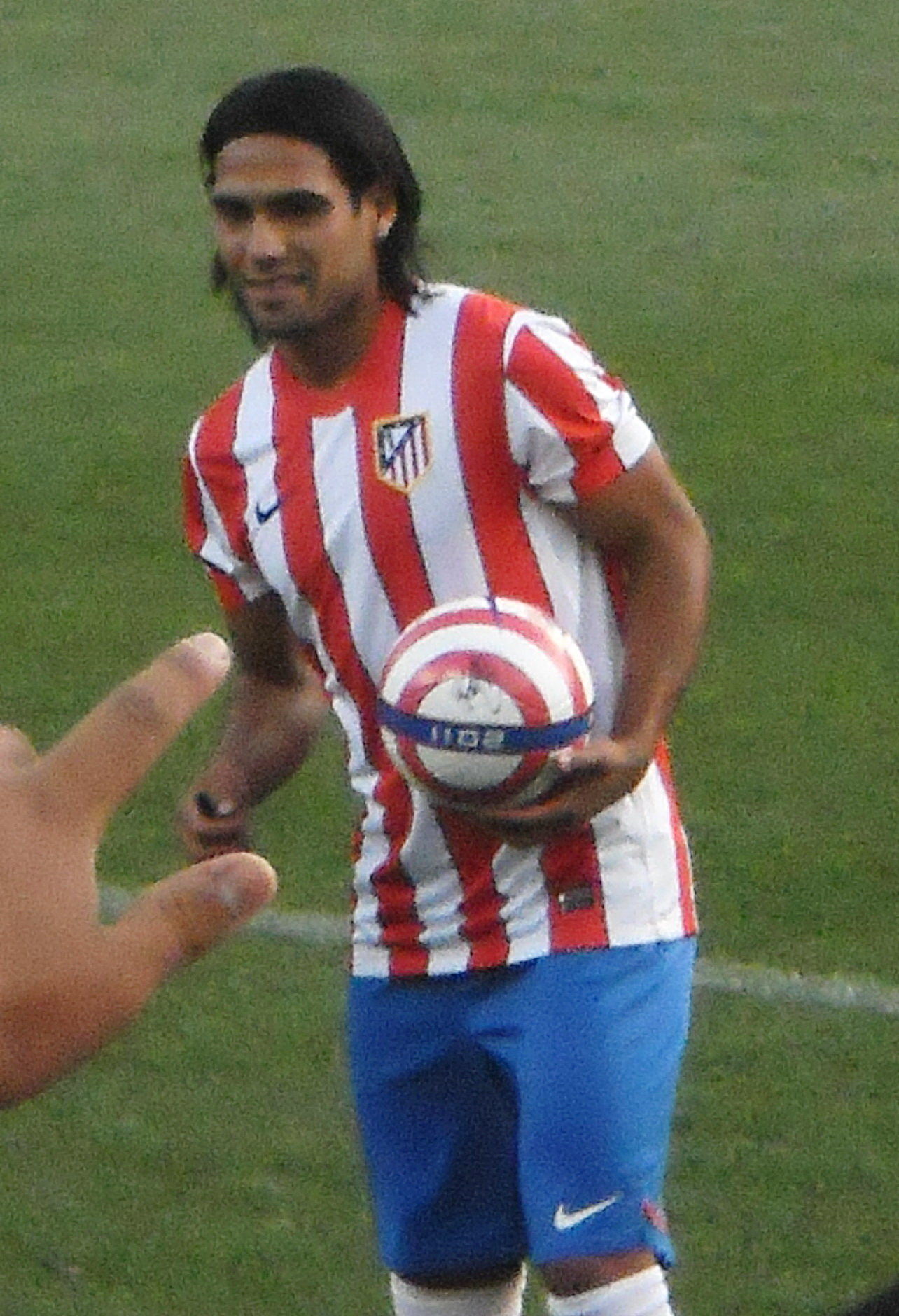
Falcao em sua apresentação no Atlético de Madrid em 2011.

Fez sua estreia diante do Osasuna, no empate em 0 a 0. Marcou seu primeiro gol no segundo jogo, contra o Celtic, pela Liga Europa, no Estádio Vicente Calderón. Já no dia 18 de setembro, no jogo contra o Racing, marcou três gols.
Na final da Liga Europa de 2011–12, contra o Athletic Bilbao, o colombiano marcou dois dos três gols da vitória por 3 a 0, assumindo assim a artilharia isolada do torneio. O título foi conquistado pela segunda vez em três anos por parte do Atlético, que já havia sido campeão do torneio na temporada 2009–10.
Em 2012, ele ficou na sexta colocação da lista dos cem melhores jogadores de futebol do mundo do The Guardian. Na premiação FIFA Ballon d'Or de 2012 integrou o FIFA/FIFPro World XI.

#### 2012–13
Pela Supercopa da UEFA de 2012 ele marcou um hat-trick contra o Chelsea e garantiu o primeiro título da temporada do Atlético de Madrid, com uma vitória de 4 a 1.
No dia 9 de dezembro de 2012 pelo Campeonato Espanhol, o Atlético de Madrid goleou o Deportivo La Coruña por 6 a 0. Falcao marcou 5 gols na partida, e o outro gol foi anotado por Diego Costa. Chamou a atenção de vários clubes grandes como Chelsea e Paris Saint-Germain. Depois de suas atuações, foi especulado no Chelsea e no Real Madrid; dias depois, Diego Simeone, técnico do Atlético de Madrid, negou sua ida para o clube inglês.
Fez o primeiro gol do Atlético de Madrid na vitória por 2 a 0 sobre o Zaragoza, no dia 13 de janeiro. Fez um gol contra o Rubin Kazan no dia 21 de fevereiro, mas sua equipe acabou eliminada por ter perdido o primeiro jogo por 2 a 0. Já no dia 24 de fevereiro, Falcao marcou mais um para sua equipe contra o Espanyol, em jogo vencido por 1 a 0 no Vicente Calderón. No dia 10 de abril, segundo um jornal espanhol Falcao estaria muito perto de ser contratado pelo Manchester United. Fez mais dois gols entre 4 de 12 de maio, contra o Barcelona.

### Monaco
No dia 31 de maio de 2013, foi oficializada a transferência do jogador para o Monaco. A trasação girou em torno de € 63 milhões, assinando um contrato de cinco anos com um salário de € 14 milhões por temporada. Em seu primeiro jogo foi um amistoso, em 14 de julho de 2013, ele entrou no segundo tempo e marcou um gol contra o Fortuna Düsseldorf.

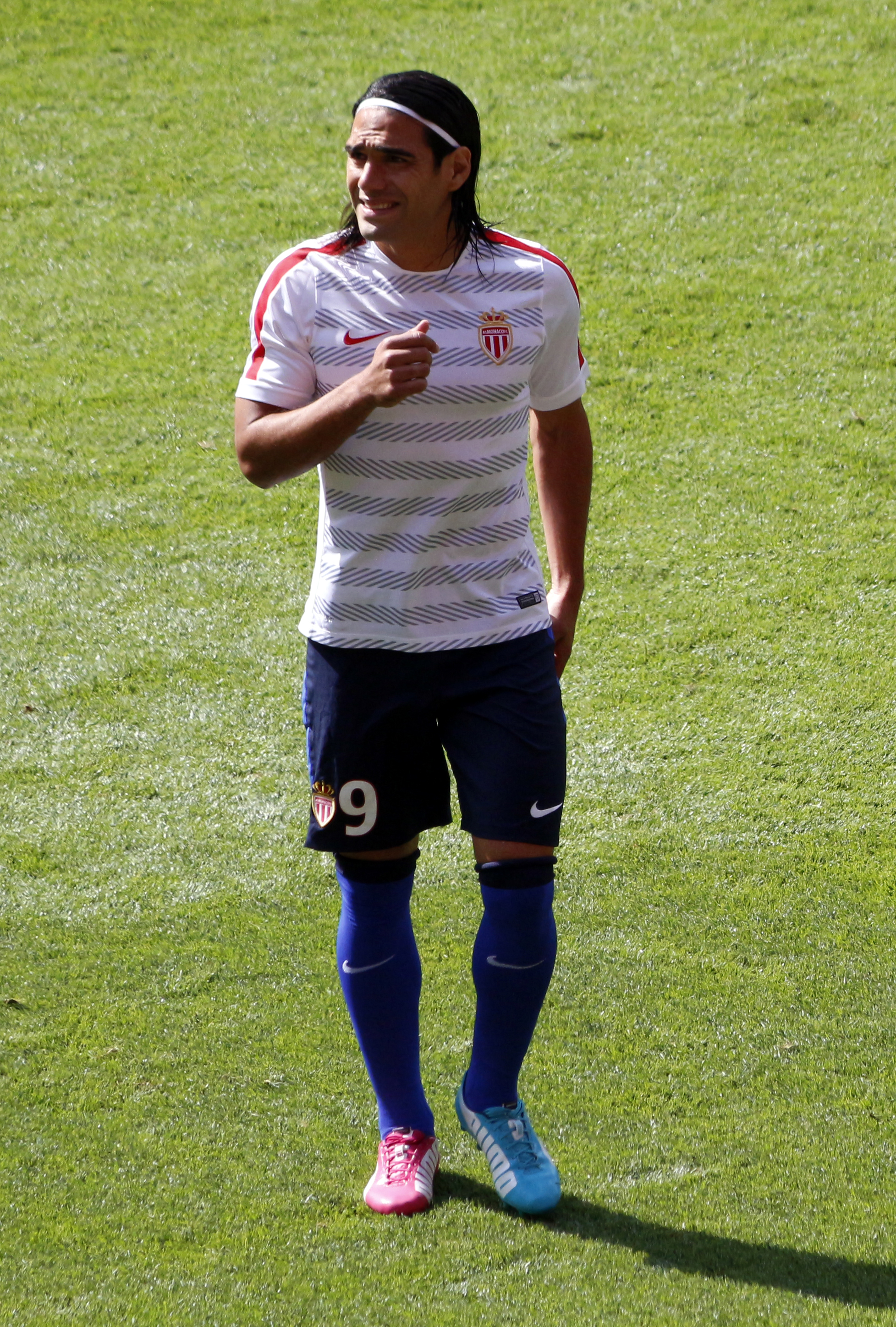
Falcao durante um treino pré-jogo com as cores do Monaco em 2014.

### Manchester United
No dia 1 de setembro de 2014, foi cedido por empréstimo de uma temporada ao Manchester United. Apesar de se juntar temporariamente sob um contrato de empréstimo, Falcao disse que iria lutar para permanecer no United por muitos anos e se tornar uma lenda no clube. Falcao estreou em Old Trafford em 14 de setembro, jogando os 23 minutos finais de uma vitória por 4-0 sobre o Queens Park Rangers, no lugar de Juan Mata. Sua estréia foi marcada por aplausos arrebatadores dos torcedores do clube, que cantavam seu nome continuamente enquanto ele estava se aquecendo e em campo. Em 5 de outubro, ele marcou seu primeiro gol pelo United, vencedor em uma vitória em casa por 2 a 1 sobre o Everton. Em 24 de maio de 2015, sem corresponder as expectativas do treinador Louis van Gaal e do clube, o United anunciou sua decisão de não exercer sua opção de compra no Falcão, encerrando um período no clube em que ele marcou 4 gols em 29 jogos.

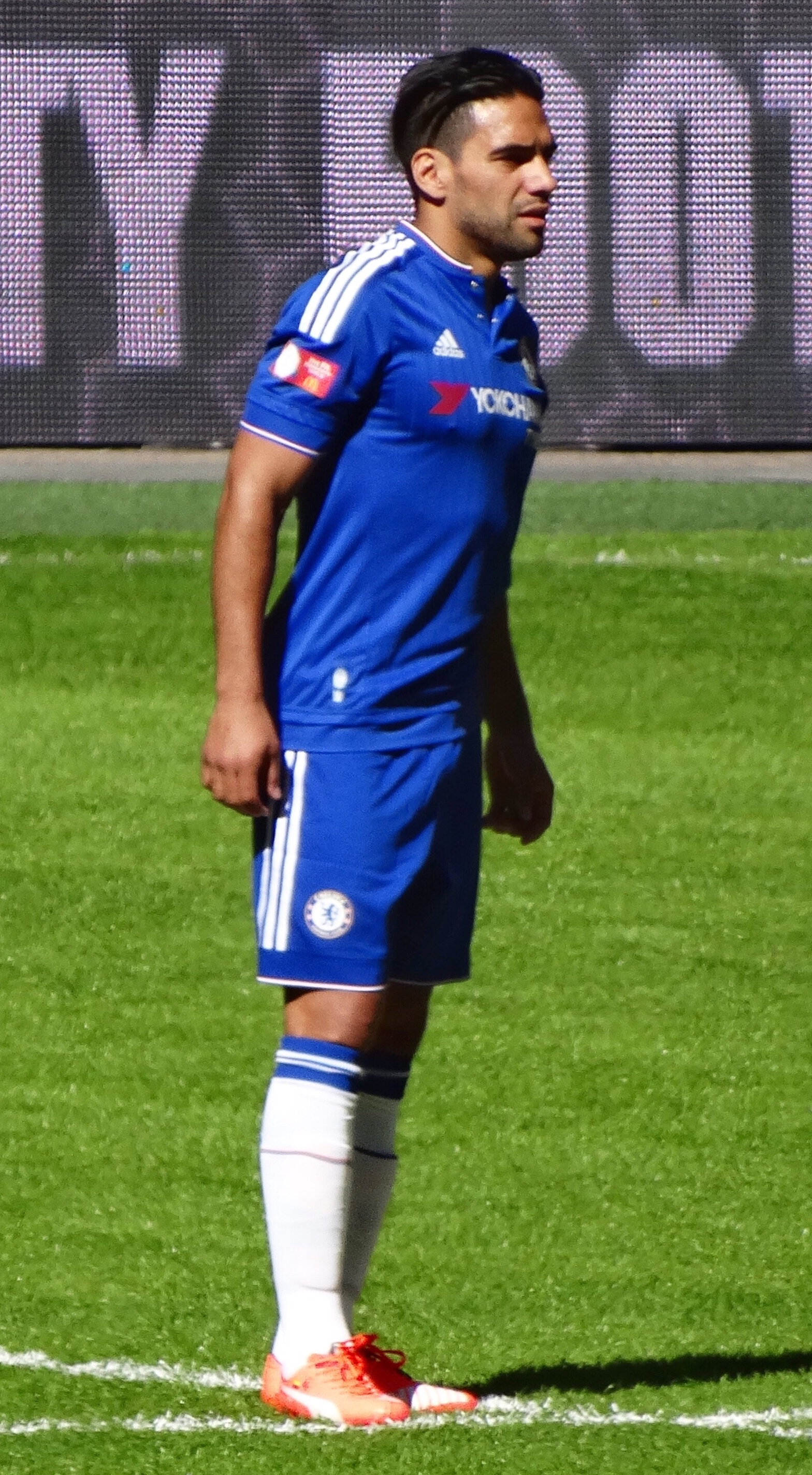
Falcao pelo Chelsea contra o Arsenal em 2015.

### Chelsea
No dia 3 de julho de 2015, foi emprestado ao Chelsea para a temporada 2015–16. Falcao estreou em 2 de agosto no FA Community Shield de 2015 no Estádio Wembley, substituindo Loïc Rémy no intervalo, quando o Chelsea perdeu por 1-0 para o rival Arsenal. Sua estréia na liga ocorreu seis dias depois, em um empate em casa por 2 a 2 com o Swansea City, jogando os seis minutos finais no lugar de Willian. Em 29 de agosto, novamente como substituto de Willian, Falcao marcou seu primeiro e único gol no Chelsea, empatando em uma eventual derrota em casa por 1 a 2 para o Crystal Palace.

### Retorno ao Monaco

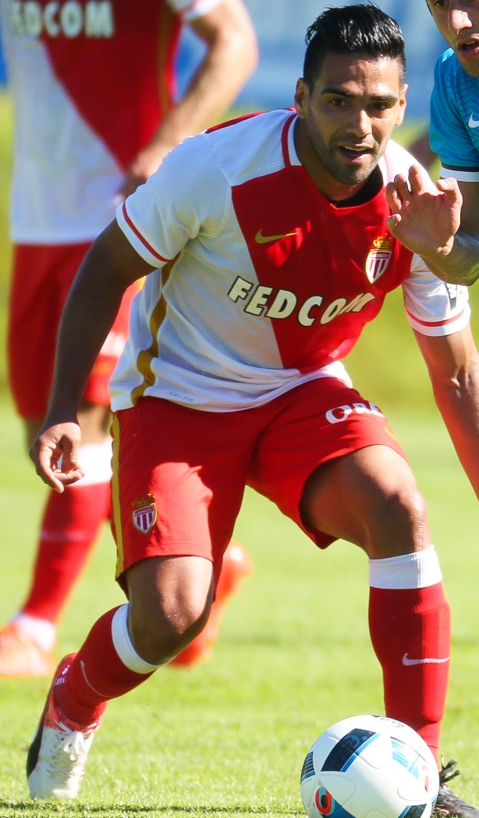
Falcao pelo Monaco em 2016.

No final da temporada 2015–16, Falcao voltou ao Mônaco. Após seu retorno, Falcao foi nomeado capitão de equipe pelo técnico Leonardo Jardim. Em 27 de julho de 2016, Falcao marcou para o Mônaco em sua primeira aparição no clube em duas temporadas; um qualificador Liga dos Campeões contra o Fenerbahçe SK. Em 17 de setembro de 2016, ele marcou seu primeiro gol na Ligue 1 da temporada ao vencer o Stade Rennais por 3 a 0 no Stade Louis II. Em 5 de novembro de 2016, ele marcou duas vezes no primeiro tempo, quando o Mônaco derrotou a Nancy por 6-0 na Ligue 1, depois de seus dois gols no primeiro tempo contra o CSKA Moscou, em uma partida da fase de grupos da Liga dos Campeões de 2016–17, três dias antes.
Em 10 de dezembro de 2016, Falcao marcou seu primeiro "hat-trick" na Ligue 1 em uma vitória por 4 a 0 contra o Bordeaux, o que elevou sua pontuação na temporada 2016–17 para 14 gols em 15 jogos competitivos e 10 gols na Ligue 1 com apenas 579 minutos de jogo. Tempo de jogo na Ligue 1, o que significa que Falcao marcou uma média de um gol na Ligue 1 a cada 58 minutos do tempo de jogo na Ligue 1.
Em 21 de fevereiro de 2017, Falcao marcou dois gols, o primeiro com um cabeceamento de mergulho do cruzamento de Fabinho da direita e o segundo com um chip sobre Willy Caballero, mas perdeu um pênalti na derrota por 5 a 3 para o Manchester City na partida. Jogo da primeira mão da oitava rodada da Liga dos Campeões. Apesar de ele ter perdido a segunda mão em casa devido a lesão, o Mônaco acabou vencendo a partida por 3 a 1 e acabou se classificando para as quartas de final, com gols fora de casa após um resultado agregado por 6 a 6. Em 19 de abril de 2017, ele marcou na vitória por 3 a 1 do Mônaco sobre o Borussia Dortmund para colocar o time nas semifinais da Liga dos Campeões pela primeira vez desde 2004. Falcao terminou a temporada conquistando o título da Ligue 1 de 2016–17 e como o maior goleador do clube com 30 gols em 43 jogos.

### Galatasaray
Foi anunciado como reforço do Galatasaray no dia 1 de setembro de 2019. Após não ter renovado com o Monaco, ele chegou sem custos ao time turco. Falcao, inclusive, foi recebido com muita festa na sua chegada em Istambul. Ele marcou um gol em sua estreia em uma vitória por 1-0 em casa contra Kasımpaşa em 13 de setembro.
Após duas temporadas em Istambul Falcao deixou Galatasaray, pelo qual marcou 20 gols em 43 partidas.A passagem de Falcao pelo Galatasaray foi marcada por lesões. Ele perdeu 49 partidas durante sua passagem pelo clube turco (24 em 2019-20, 25 em 2020-21) e disputou 43 dos 92 jogos possíveis.

### Rayo Vallecano
O Rayo Vallecano anunciou em 4 de setembro de 2021, a contratação de Falcao García que assinou contrato de uma temporada com o time de Vallecas.Ele fez sua estreia com o Rayo em um jogo em casa contra o Getafe em 18 de setembro de 2021, marcando um gol em uma vitória por 3-0.
Após três temporadas Falao deixou o Rayo Vallecano, onde disputou 79 partidas, com 12 gols marcados. Ele não chegou a ser titular absoluto do time e também sofreu com algumas lesões.

### Millonarios
No dia 20 de junho de 2024, o Millonarios anunciou a contratação de Radamel Falcao. Em 2 de julho de 2025, o Millonarios comunicou o fim do vínculo contratual com o atacante. Em dois anos, Falcao disputou 29 jogos e fez 11 gols.

## Seleção Nacional
Estreou pela Seleção Colombiana principal no dia 7 de fevereiro de 2007, em um amistoso contra o Uruguai.

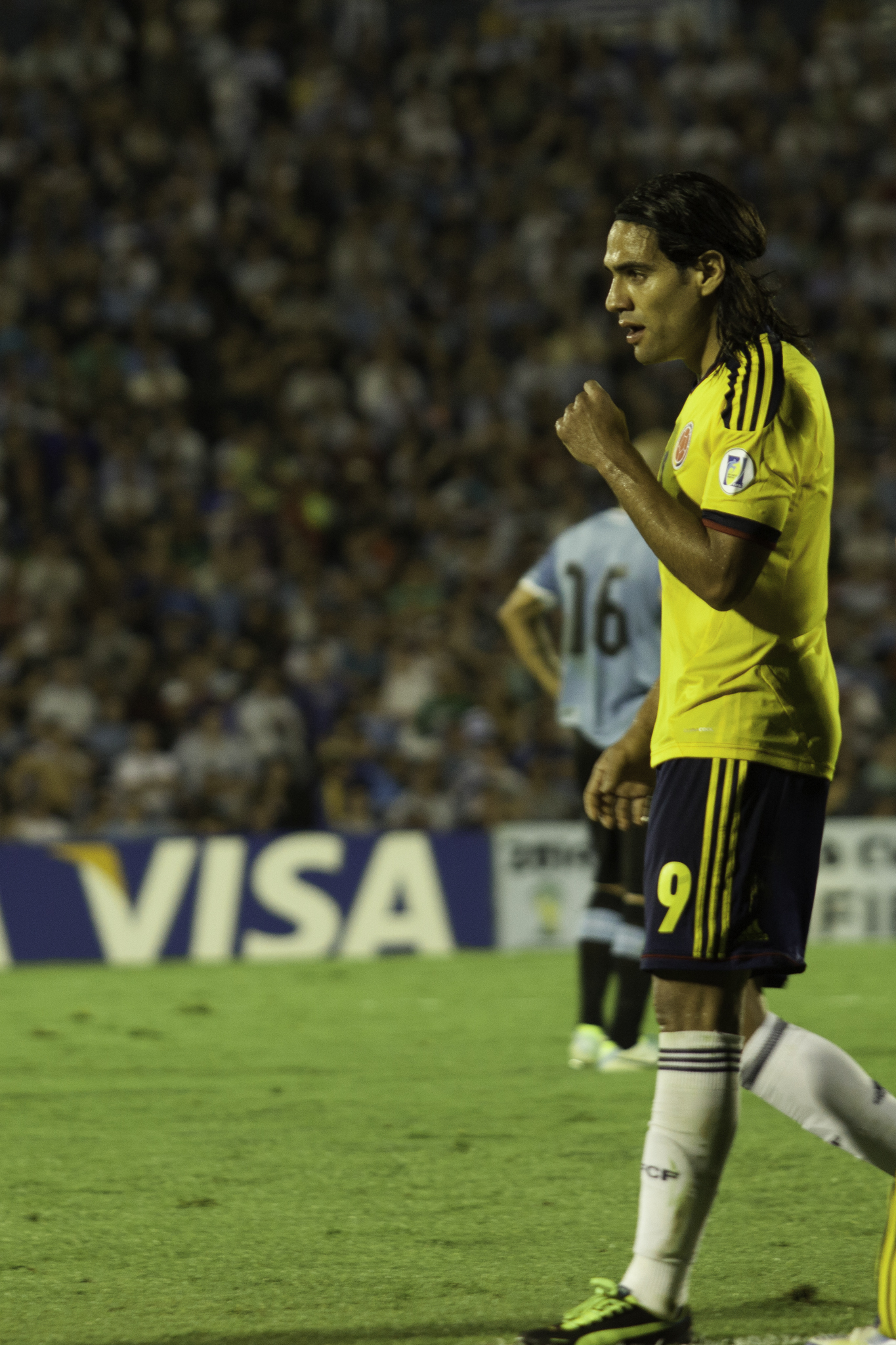
Falcao em 2013.

Depois de perder a edição da Copa América de 2007 devido a lesões, o primeiro grande torneio internacional de Falcao foi a Copa América de 2011 na Argentina. Depois de não marcar contra a Costa Rica e os anfitriões, ele marcou os dois gols em uma vitória por 2 a 0 contra a Bolívia, o segundo em um pênalti, fazendo com que a Colômbia superasse seu grupo. Nas quartas-de-final, Falcao perdeu um pênalti contra o Peru, que teria vencido o jogo, e os adversários conseguiram marcar dois gols no prolongamento para eliminar seu time.
No dia 11 de outubro de 2013, Falcao fez dois gols de pênalti que resultaram na reação da equipe contra o Chile, que vencia o jogo por 3 a 0 e acabou sofrendo o empate. Com isso, a Colômbia somou 24 pontos e se classificou para a Copa do Mundo.
No entanto, em partida do Monaco contra o Chasselay, pela Copa da França, no dia 23 de janeiro de 2014, Falcao sofreu lesão do ligamento cruzado anterior do joelho esquerdo. O tempo de recuperação frustrou sua participação na Copa do Mundo FIFA de 2014.

Foi chamado para a Copa América de 2015. Ele foi o capitão da equipe no torneio mas não conseguiu marcar em três jogos do grupo e substituiu Jackson Martínez nos 74 minutos da quartas de final contra a Argentina, em 26 de junho; A Colômbia perdeu a partida nos pênaltis

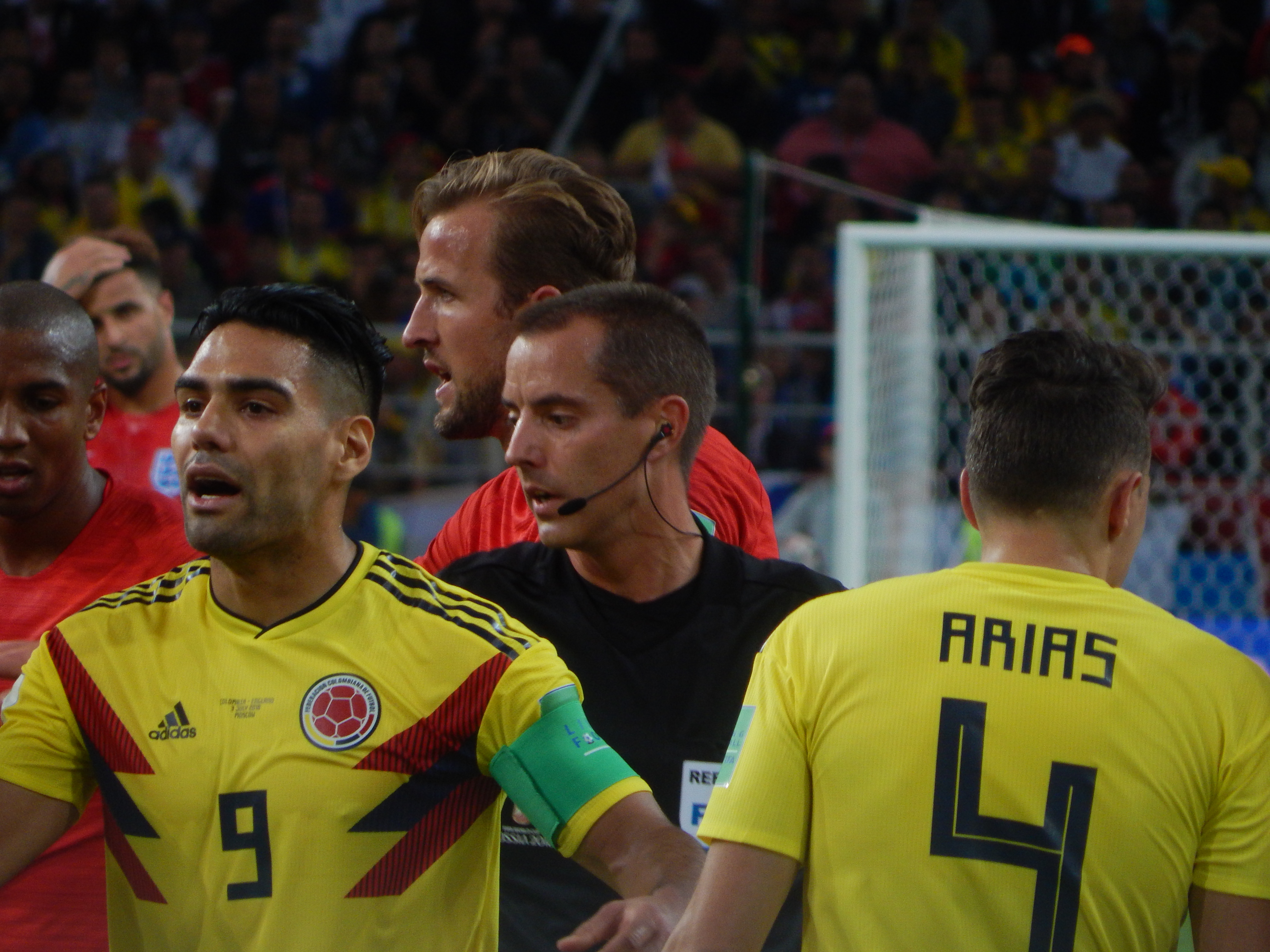
Falcao (esquerda) em 2018.

Em 7 de junho de 2017, Falcao se tornou o melhor marcador de todos os tempos da Seleção Colombiana, marcando seu 26º gol em um empate por 2 a 2 com a Espanha.
Tendo perdido a Copa do Mundo anterior devido a lesão, Falcao estreou em Copa do Mundo contra o Japão em 19 de junho, no primeiro jogo da Colômbia na Copa do Mundo FIFA de 2018, com a Colômbia perdendo por 1 a 2. Em 24 de junho, Falcao marcou seu primeiro gol em Copa do Mundo, na vitória da Colômbia por 3 a 0 sobre a Polônia. Após seu gol, Falcao deixou o campo em aplausos, e o técnico da Colômbia, José Pékerman, afirmou após o jogo: "Eu acho que (o gol de Falcao) é uma das maiores alegrias que recebemos hoje à noite. Ele é um símbolo da seleção nacional, um símbolo do futebol colombiano.”
Em 30 de maio de 2019, Falcao foi incluído na lista final de 23 jogadores da Colômbia para a Copa América de 2019.

## Vida pessoal
Falcao é um jogador de futebol de segunda geração, com seu pai, Radamel García ter jogado profissionalmente como zagueiro na Colômbia. Seu nome foi dado pelo seu pai que era fã de Falcão, ex-jogador da Roma e ídolo do Internacional. Apesar de ser chamado de Radamel, ele prefere usar seu nome do meio em entrevistas. No dia 27 de setembro de 2011, assinou um acordo de longo prazo com a marca alemã Puma.
Ele é um devoto cristão e líder de vários grupos religiosos. Falcao é casado com a modelo argentina Lorelei Taron.

## Polêmicas
Em 2013, o jornal Noticias Uno do Canal 1 (Colômbia) acusou Falcão García de ter dois anos a mais do que os seus registros civis indicam.  O jogador negou as acusações: "Fui surpreendido com notícias na mídia sobre a minha idade que são totalmente ridículas... Quero negá-lo categoricamente e acabar com esta questão de uma vez por todas". o jornal El Tiempo mostrou a imagem da certidão de nascimento que provaria que Falcão não adulterou sua idade. 
Em 2023, Manolo Romero, olheiro do Real Madrid, trouxe o assunto de volta à tona, alegando que Francisco Maturana teria lhe confirmado a adulteração: "Lembro que um dos meus superiores no Real Madrid foi assistir a uma partida entre Colômbia e Uruguai pelo Campeonato Sul-Americano. No dia seguinte, no jornal, apareceu uma foto da última vez que os dois times se enfrentaram. Tinha o pai do Radamel, que também foi internacional, e dava para ver um menino que era o Falcao, bastava olhar a data da partida para confirmar a diferença de idade, o que Pacho Maturana confirmou depois."

## Estatísticas
Atualizado até 16 de março de 2018.

### Clubes
| Equipe             | Temporada         | Campeonato nacional | Campeonato nacional | Copa nacional | Copa nacional | Competições continentais | Competições continentais | Outros torneios | Outros torneios | Total | Total |
| Equipe             | Temporada         | Jogos               | Gols                | Jogos         | Gols          | Jogos                    | Gols                     | Jogos           | Gols            | Jogos | Gols  |
| ------------------ | ----------------- | ------------------- | ------------------- | ------------- | ------------- | ------------------------ | ------------------------ | --------------- | --------------- | ----- | ----- |
| River Plate        | 2004–05           | 4                   | 0                   | –             | –             | –                        | –                        | –               | –               | 4     | 0     |
| River Plate        | 2005–06           | 7                   | 7                   | –             | –             | 2                        | 0                        | –               | –               | 9     | 7     |
| River Plate        | 2006–07           | 20                  | 3                   | –             | –             | –                        | –                        | –               | –               | 20    | 3     |
| River Plate        | 2007–08           | 27                  | 11                  | –             | –             | –                        | –                        | –               | –               | 27    | 11    |
| River Plate        | 2008–09           | 32                  | 13                  | –             | –             | 13                       | 7                        | –               | –               | 45    | 20    |
| River Plate        | Total             | 90                  | 34                  | –             | –             | 15                       | 7                        | –               | –               | 105   | 41    |
| Porto              | 2009–10           | 28                  | 25                  | 6             | 5             | 8                        | 4                        | –               | –               | 42    | 34    |
| Porto              | 2010–11           | 22                  | 16                  | 3             | 3             | 16                       | 18                       | 1               | 1               | 42    | 38    |
| Porto              | 2011–12           | 1                   | 0                   | –             | –             | –                        | –                        | 1               | 0               | 2     | 0     |
| Porto              | Total             | 51                  | 41                  | 9             | 8             | 24                       | 22                       | 2               | 1               | 86    | 72    |
| Atlético de Madrid | 2011–12           | 34                  | 24                  | 1             | 0             | 15                       | 12                       | –               | –               | 50    | 36    |
| Atlético de Madrid | 2012–13           | 34                  | 28                  | 4             | 2             | 2                        | 1                        | 1               | 3               | 41    | 34    |
| Atlético de Madrid | Total             | 68                  | 52                  | 5             | 2             | 17                       | 13                       | 1               | 3               | 91    | 70    |
| Monaco             | 2013–14           | 17                  | 9                   | 2             | 2             | –                        | –                        | –               | –               | 19    | 11    |
| Monaco             | 2014–15           | 3                   | 2                   | –             | –             | –                        | –                        | –               | –               | 3     | 2     |
| Monaco             | 2016–17           | 29                  | 21                  | 4             | 2             | 10                       | 7                        | –               | –               | 43    | 30    |
| Monaco             | 2017–18           | 21                  | 17                  | 3             | 3             | 5                        | 3                        | 1               | 0               | 30    | 23    |
| Monaco             | 2018–19           | 33                  | 15                  | 1             | 1             | 5                        | 0                        | –               | –               | 39    | 16    |
| Monaco             | Total             | 70                  | 49                  | 9             | 7             | 15                       | 10                       | 1               | 0               | 140   | 82    |
| Manchester United  | 2014–15           | 26                  | 4                   | 3             | 0             | –                        | –                        | –               | –               | 29    | 4     |
| Manchester United  | Total             | 26                  | 4                   | 3             | 0             | –                        | –                        | –               | –               | 29    | 4     |
| Chelsea            | 2015–16           | 10                  | 1                   | 1             | 0             | –                        | –                        | 1               | 0               | 12    | 1     |
| Chelsea            | Total             | 10                  | 1                   | 1             | 0             | –                        | –                        | 1               | 0               | 12    | 1     |
| Total na carreira  | Total na carreira | 315                 | 181                 | 27            | 17            | 71                       | 52                       | 5               | 4               | 418   | 254   |

### Seleção Colombiana
| Ano   |       |      |
| Ano   | Jogos | Gols |
| ----- | ----- | ---- |
| 2007  | 8     | 2    |
| 2008  | 5     | 1    |
| 2009  | 9     | 2    |
| 2010  | 4     | 1    |
| 2011  | 8     | 4    |
| 2012  | 7     | 5    |
| 2013  | 9     | 5    |
| 2014  | 3     | 1    |
| 2015  | 9     | 4    |
| 2016  | 2     | 0    |
| 2017  | 6     | 3    |
| 2018  | 11    | 4    |
| 2019  | 8     | 2    |
| 2020  | 2     | 1    |
| Total | 91    | 35   |

|     | Data                    | Local                             | Placar | Adversário             | Nº de Gols | Competição                  |
| --- | ----------------------- | --------------------------------- | ------ | ---------------------- | ---------- | --------------------------- |
| 1.  | 3 de junho de 2007      | Podgorica, Montenegro             | 1–0    | Montenegro             | 1          | Amistoso                    |
| 2.  | 8 de setembro de 2007   | Lima, Peru                        | 2–2    | Peru                   | 1          | Amistoso                    |
| 3.  | 19 de novembro de 2008  | Cali, Colômbia                    | 1–0    | Nigéria                | 1          | Amistoso                    |
| 4.  | 10 de junho de 2009     | Medellín, Colômbia                | 1–0    | Peru                   | 1          | Elim. Copa do Mundo de 2010 |
| 5.  | 12 de agosto de 2009    | East Rutherford, Estados Unidos   | 1–2    | Venezuela              | 1          | Amistoso                    |
| 6.  | 8 de outubro de 2010    | Harrison, Estados Unidos          | 1–0    | Equador                | 1          | Amistoso                    |
| 7.  | 26 de março de 2011     | Madrid, Espanha                   | 2–0    | Equador                | 1          | Amistoso                    |
| 8.  | 10 de julho de 2011     | Santa Fé, Argentina               | 2–0    | Bolívia                | 2          | Copa América de 2011        |
| 9.  | 10 de julho de 2011     | Santa Fé, Argentina               | 2–0    | Bolívia                | 2          | Copa América de 2011        |
| 10. | 11 de outubro de 2011   | La Paz, Bolívia                   | 2–1    | Bolívia                | 1          | Elim. Copa do Mundo de 2014 |
| 11. | 29 de fevereiro de 2012 | Miami, Estados Unidos             | 1–0    | México                 | 1          | Amistoso                    |
| 12. | 7 de setembro de 2012   | Barranquilla, Colômbia            | 4–0    | Uruguai                | 1          | Elim. Copa do Mundo de 2014 |
| 13. | 11 de setembro de 2012  | Santiago, Chile                   | 3–1    | Chile                  | 1          | Elim. Copa do Mundo de 2014 |
| 14. | 12 de outubro de 2012   | Barranquilla, Colômbia            | 2–0    | Paraguai               | 2          | Elim. Copa do Mundo de 2014 |
| 15. | 12 de outubro de 2012   | Barranquilla, Colômbia            | 2–0    | Paraguai               | 2          | Elim. Copa do Mundo de 2014 |
| 16. | 22 de março de 2013     | Barranquilla, Colômbia            | 5–0    | Bolívia                | 1          | Elim. Copa do Mundo de 2014 |
| 17. | 11 de junho de 2013     | Barranquilla, Colômbia            | 2–0    | Peru                   | 1          | Elim. Copa do Mundo de 2014 |
| 18. | 11 de outubro de 2013   | Barranquilla, Colômbia            | 3–3    | Chile                  | 2          | Elim. Copa do Mundo de 2014 |
| 19. | 11 de outubro de 2013   | Barranquilla, Colômbia            | 3–3    | Chile                  | 2          | Elim. Copa do Mundo de 2014 |
| 20. | 14 de novembro de 2013  | Bruxelas, Bélgica                 | 2–0    | Bélgica                | 1          | Amistoso                    |
| 21. | 10 de outubro de 2014   | Harrison, Estados Unidos          | 3–0    | El Salvador            | 1          | Amistoso                    |
| 22. | 26 de março de 2015     | Ar Rifa', Bahrein                 | 6–0    | Bahrein                | 2          | Amistoso                    |
| 23. | 26 de março de 2015     | Ar Rifa', Bahrein                 | 6–0    | Bahrein                | 2          | Amistoso                    |
| 24. | 30 de março de 2015     | Abu Dhabi, Emirados Árabes Unidos | 3–1    | Emirados Árabes Unidos | 1          | Amistoso                    |
| 25. | 6 de junho de 2015      | Buenos Aires, Argentina           | 1–0    | Costa Rica             | 1          | Amistoso                    |
| 26. | 7 de junho de 2017      | Múrcia, Espanha                   | 2–2    | Espanha                | 1          | Amistoso                    |
| 27. | 5 de setembro de 2017   | Barranquilla, Colômbia            | 1–1    | Brasil                 | 1          | Elim. Copa do Mundo de 2018 |
| 28. | 5 de outubro de 2017    | Barranquilla, Colômbia            | 1–2    | Paraguai               | 1          | Elim. Copa do Mundo de 2018 |
| 29. | 23 de março de 2018     | Paris, França                     | 3–2    | França                 | 1          | Amistoso                    |
| 30. | 25 de junho de 2018     | Cazã, Rússia                      | 3–0    | Polónia                | 1          | Copa do Mundo de 2018       |
| 31. | 7 de setembro de 2018   | Miami Gardens, Estados Unidos     | 2–1    | Venezuela              | 1          | Amistoso                    |
| 32. | 11 de outubro de 2018   | Baía de Tampa, Estados Unidos     | 4–2    | Estados Unidos         | 1          | Amistoso                    |
| 33. | 22 de março de 2019     | Nashville, Estados Unidos         | 1–0    | Japão                  | 1          | Amistoso                    |
| 34. | 3 de junho de 2019      | Bogotá, Colômbia                  | 3–0    | Panamá                 | 1          | Amistoso                    |
| 35. | 13 de outubro de 2020   | Santiago, Chile                   | 2–2    | Chile                  | 1          | Elim. Copa do Mundo de 2022 |

## Títulos
River Plate
- Campeonato Argentino: 2008

Porto
- Liga Europa da UEFA: 2010–11
- Campeonato Português: 2010–11, 2011–12
- Taça de Portugal: 2009–10, 2010–11
- Supertaça de Portugal: 2009, 2010, 2011

Atlético de Madrid
- Liga Europa da UEFA: 2011–12
- Supercopa da UEFA: 2012
- Copa do Rei: 2012–13

Monaco
- Campeonato Francês: 2016–17

Seleção Colombiana
- Campeonato Sul-Americano Sub-20: 2005

### Prêmios Individuais
- Time do Ano da UEFA: 2012
- Melhor gol do Campeonato Português: 2009–10
- Melhor jogador do Campeonato Português: 2010–11
- Melhor gol da Liga Europa da UEFA: 2010–11, 2011–12
- Homem do Jogo (Liga Europa da UEFA): 2011, 2012
- Homem do jogo da Supercopa da UEFA: 2012
- FIFA World XI: 2012
- Sexto melhor jogador do Mundo The Guardian: 2012
- Onze d'Or: 2012
- 79º melhor jogador do ano de 2016 (Marca)[49]
- IFFHS MEN’S ALL TIME COLOMBIA DREAM TEAM[50]

### Artilharias
- Taça de Portugal de 2009–10 (5 gols)
- Liga Europa da UEFA de 2010–11 (17 gols)
- Liga Europa da UEFA de 2011–12 (12 gols)
- Supercopa da UEFA 2012 (3 gols)
- Copa da Liga Francesa de 2017–18 (3 gols)

### Recordes e Marcas
- Maior Artilheiro da seleção colombiana: 36 Gols
- Maior Artilheiro do Atlético de Madrid na Europa League: [51]
- Maior Artilheiro do Porto na Europa League: 18 Gols [52]
- 5° maior artilheiro da Europa League[carece de fontes?]
- 4° maior artilheiro do Monaco na Ligue One[carece de fontes?]
- 5° maior artilheiro do Monaco: 83 Gols[carece de fontes?]
- Jogador com mais gols em uma edição de Europa League: 17 Gols na Europa League 2010/11 [carece de fontes?]